# Adriano Baffi

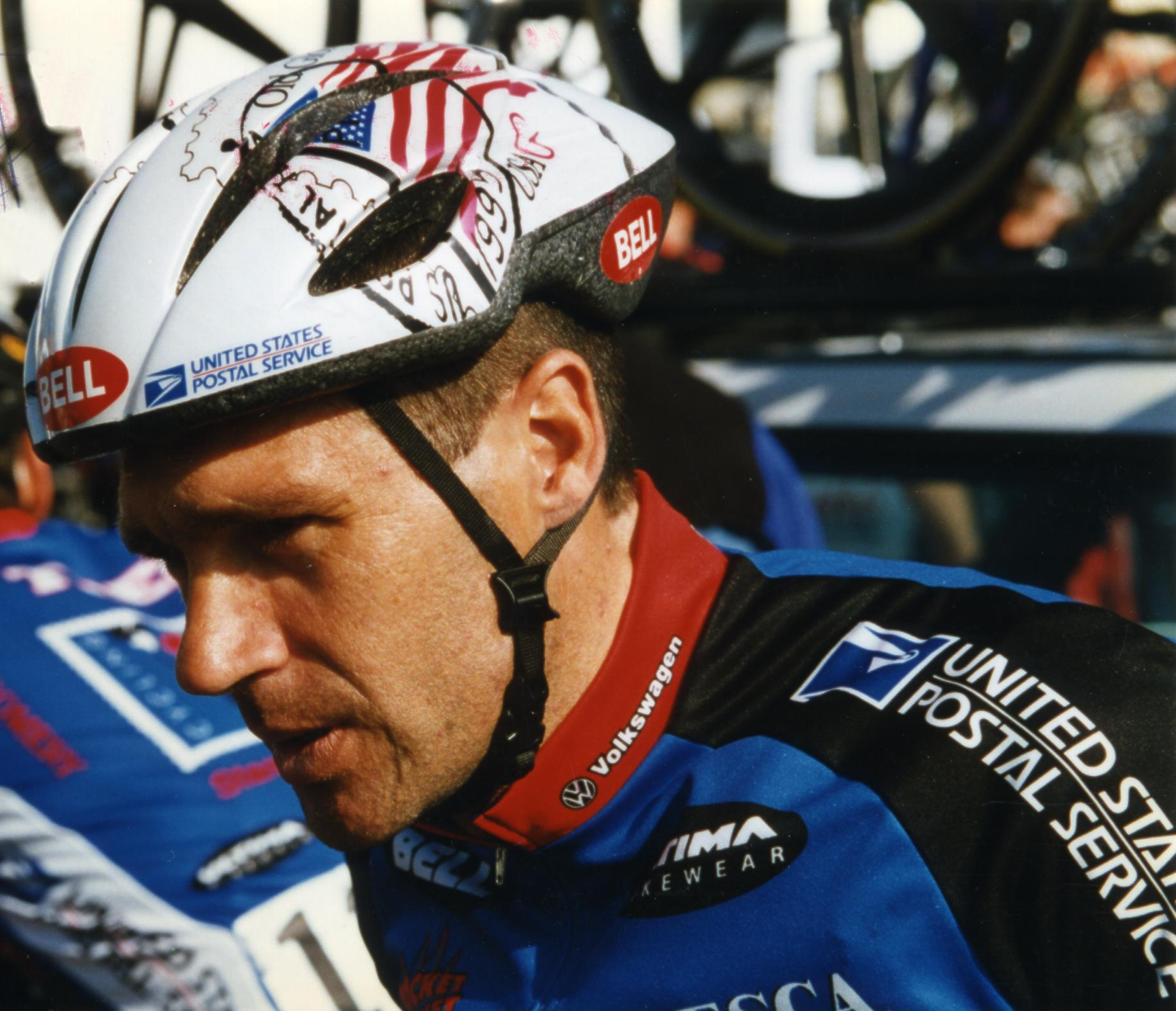
Adriano Baffi bij US Postal tijdens Parijs-Nice 1997

Adriano Baffi (Vailate, 7 augustus 1962) is een voormalig Italiaans wielrenner, zowel actief op de weg als op de baan. Baffi was beroepsrenner van 1985 tot 2002.

## Carrière
Adriano Baffi was een sprinter en veroverde in 1993 de blauwe puntentrui in de Ronde van Italië. Baffi behaalde vijf etappezeges in de Ronde van Italië en één in de Ronde van Spanje. Gedurende zijn carrière reed hij voor Mapei, Ballan, Ceramiche Ariostea, Mercatone Uno, Gis Gelati en US Postal. Na zijn actieve loopbaan werd hij ploegleider.
Hij is de zoon van Pierino Baffi.

## Belangrijkste overwinningen
1980
- Italiaans kampioen km (baan), Junioren
- Italiaans kampioen Ploegenachtervolging, Junioren

1987
- Italiaans kampioen Puntenkoers (baan), Elite
- 1e etappe Ronde van Zwitserland

1988
- 5e etappe Ronde van Puglia
- Milaan-Vignola
- Italiaans kampioen Puntenkoers (baan), Elite
- Ronde van Campanië
- 2e etappe Tirreno-Adriatico
- 6e etappe deel A Tirreno-Adriatico
- Eindklassement Internationale Wielerweek

1989
- Milaan-Vignola
- 7e etappe deel A Parijs-Nice
- 2e etappe Driedaagse van De Panne
- 3e etappe Driedaagse van De Panne
- Ronde van Reggio Calabria

1990
- 11e en 18e etappe Ronde van Italië
- 2e etappe Ronde van Trentino
- 5e etappe Parijs-Nice
- 2e etappe Ronde van België

1992
- 2e etappe Ronde van Trentino
- 8e etappe Parijs-Nice

1993
- 2e, 8e en 18e etappe Ronde van Italië
- Puntenklassement Ronde van Italië

1994
- 1e etappe Ronde van Trentino
- Trofeo Luis Puig
- 1e etappe Tirreno-Adriatico
- 2e, 3e en 6e etappe Ruta del Sol
- Montecarlo-Alassio

1995
- 19e etappe Ronde van Spanje
- 2e en 4e etappe Ruta del Sol
- 2e en 5e etappe Ronde van Murcia
- Eindklassement Ronde van Murcia

1996
- 3e en 4e etappe Omloop van de Sarthe
- Eindklassement Omloop van de Sarthe
- Parijs-Camembert
- Eindklassement Ronde van de Sarthe

1997
- 7e etappe Parijs-Nice

1999
- Italiaans kampioen Puntenkoers (baan), Elite

2000
- GP Zele

2001
- Sindelfingen-Schleife

## Resultaten in voornaamste wedstrijden
| Jaar | Ronde van Italië | Ronde van Frankrijk | Ronde van Spanje |
| ---- | ---------------- | ------------------- | ---------------- |
| 1986 | 141e             |                     |                  |
| 1987 | 125e             |                     |                  |
| 1988 | opgave           |                     |                  |
| 1989 | 128e             |                     |                  |
| 1990 | 145e (2)         | 134e                |                  |
| 1991 | opgave           |                     |                  |
| 1992 | 113e             |                     |                  |
| 1993 | 80e (3)          |                     | 90e              |
| 1994 | opgave           | opgave              | opgave           |
| 1995 |                  |                     | 67e (1)          |
| 1996 | 79e              |                     |                  |
| 1997 |                  | 119e                |                  |
| 1998 |                  |                     |                  |

| Jaar | Milaan-San Remo | Gent-Wevelgem | Ronde van Vlaanderen | Amstel Gold Race | E3 Harelbeke | Dwars door Vlaanderen | Cyclassics Hamburg |  | Wereldranglijsten |
| ---- | --------------- | ------------- | -------------------- | ---------------- | ------------ | --------------------- | ------------------ |  | ----------------- |
| 1986 | 91e             |               |                      |                  |              |                       |                    |  |                   |
| 1987 | 66e             |               |                      |                  |              |                       |                    |  |                   |
| 1988 | 15e             |               |                      |                  |              |                       |                    |  |                   |
| 1989 | ↑               | 7e            | 26e                  |                  |              |                       |                    |  | 12e (UWB)         |
| 1990 | 8e              | 17e           | 19e                  |                  |              |                       |                    |  |                   |
| 1991 | 73e             |               |                      |                  |              |                       |                    |  |                   |
| 1992 |                 | Brons         | 12e                  | 75e              | 12e          |                       |                    |  |                   |
| 1993 | 11e             | 10e           | 33e                  | 74e              | 6e           |                       |                    |  |                   |
| 1994 | ↑               | 103e          |                      |                  |              |                       |                    |  |                   |
| 1995 | 77e             |               |                      |                  |              | ↑                     |                    |  |                   |
| 1996 |                 |               |                      |                  |              |                       |                    |  |                   |
| 1997 | 59e             |               |                      | 22e              |              |                       |                    |  |                   |
| 1998 |                 |               |                      |                  |              |                       | 27e                |  |                   |